# Enzo di Svevia
Enrico detto Enzo  (Heinrich detto Heinz, in lat. Encius, in ital. Enzio o Enzo) di Sicilia, conosciuto anche come Enzo di Svevia o di Hohenstaufen (Cremona, 1220 circa – Bologna, 14 marzo 1272), è stato dal 1238 re di Torres e di Gallura, re titolare di Sardegna e vicario imperiale nell'Italia centro-settentrionale per conto del padre, l'imperatore Federico II. Fu sovrano effettivo del giudicato di Torres dal 1238 al 1246: veniva denominato re, oppure giudice.

## Biografia
Enzo era il figlio naturale legittimato di Federico II di Svevia e di Adelaide di Urslingen. I suoi genitori si sarebbero conosciuti nel castello di Haguenau, una delle residenze preferite dall'imperatore, ma si ritiene che possa essere nato nella ghibellina Cremona dove la madre potrebbe aver preso residenza. Il suo vero nome, Heinrich, venne abbreviato in Heinz (lat. Encius, italianizzato in Enzio o in Enzo), per distinguerlo dal fratellastro Enrico, primogenito legittimo e figlio di Costanza d'Aragona.
Valoroso cavaliere, molto bello e colto, fu – con il fratellastro Manfredi – prediletto dal padre, che di lui ebbe a dire: «nella figura e nel sembiante il nostro ritratto».
Soprannominato il Falconello per la grazia e il valore (ma soprattutto per la rapidità, l'audacia e forse anche la crudeltà delle sue azioni militari), amava, come il padre, la falconeria e aveva numerosi interessi culturali.

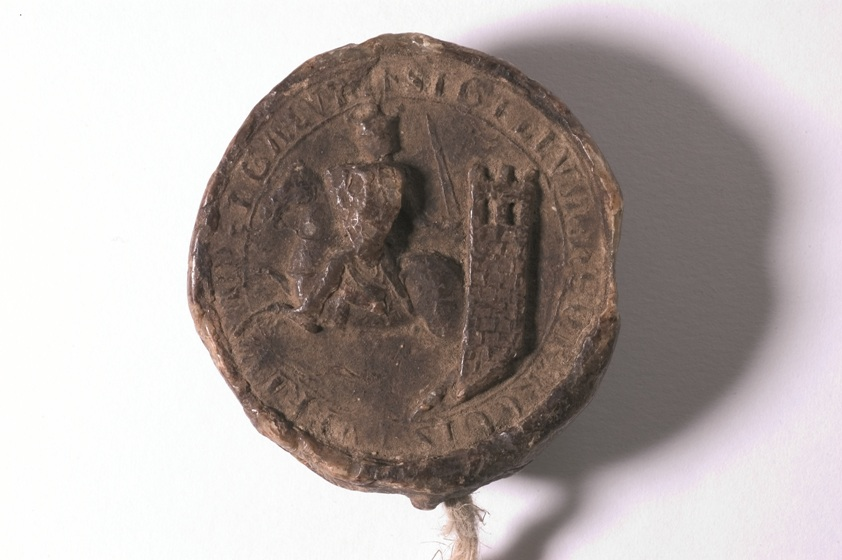
Sigillo a effigie di cera della pergamena 30 gennaio 1240. Intorno al campo, la legenda:. Cagli, Archivio Storico Comunale

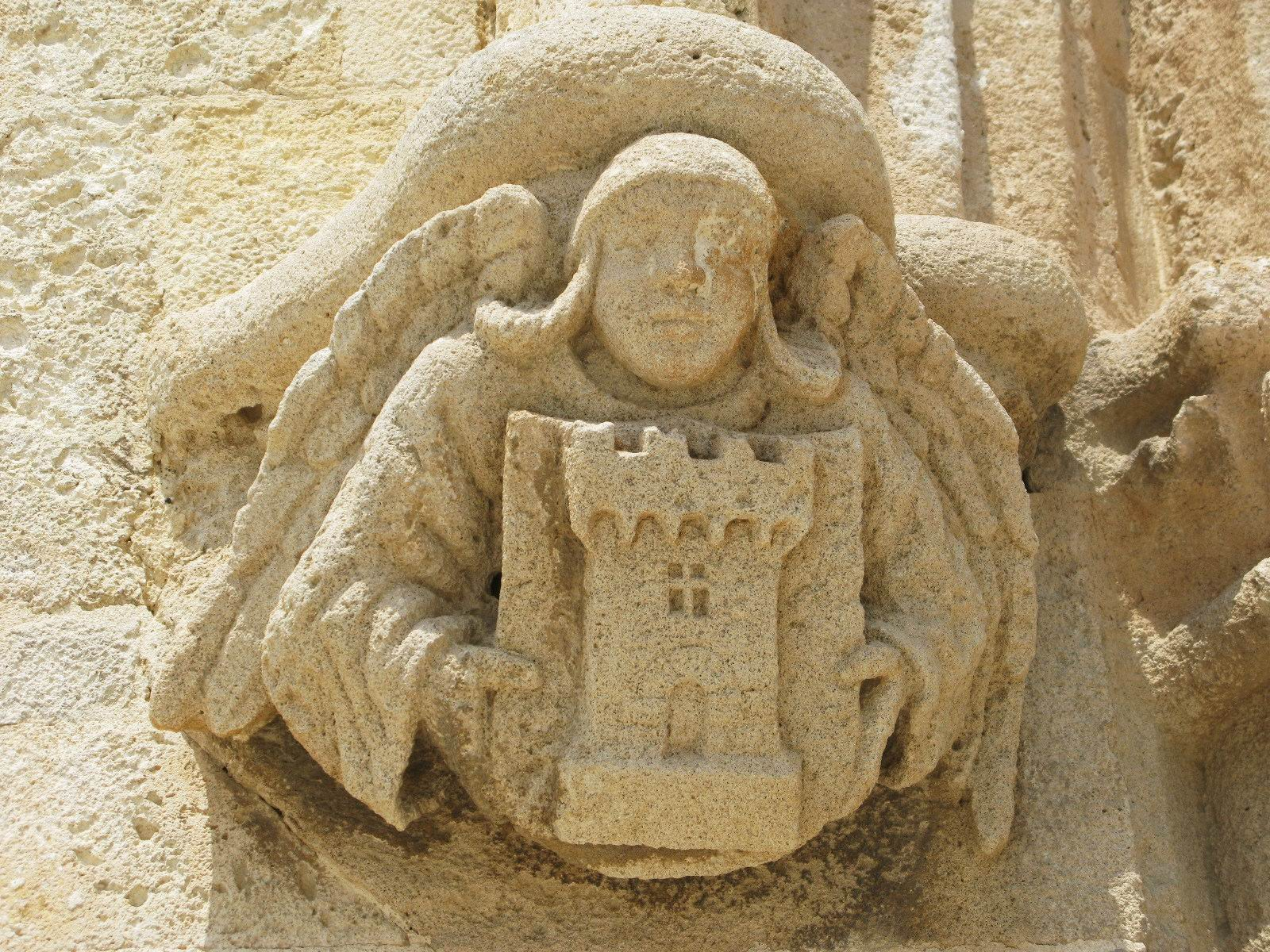
Lo stemma del giudicato di Torres, nella chiesa di San Gavino a Porto Torres

### Re di Torres e di Gallura

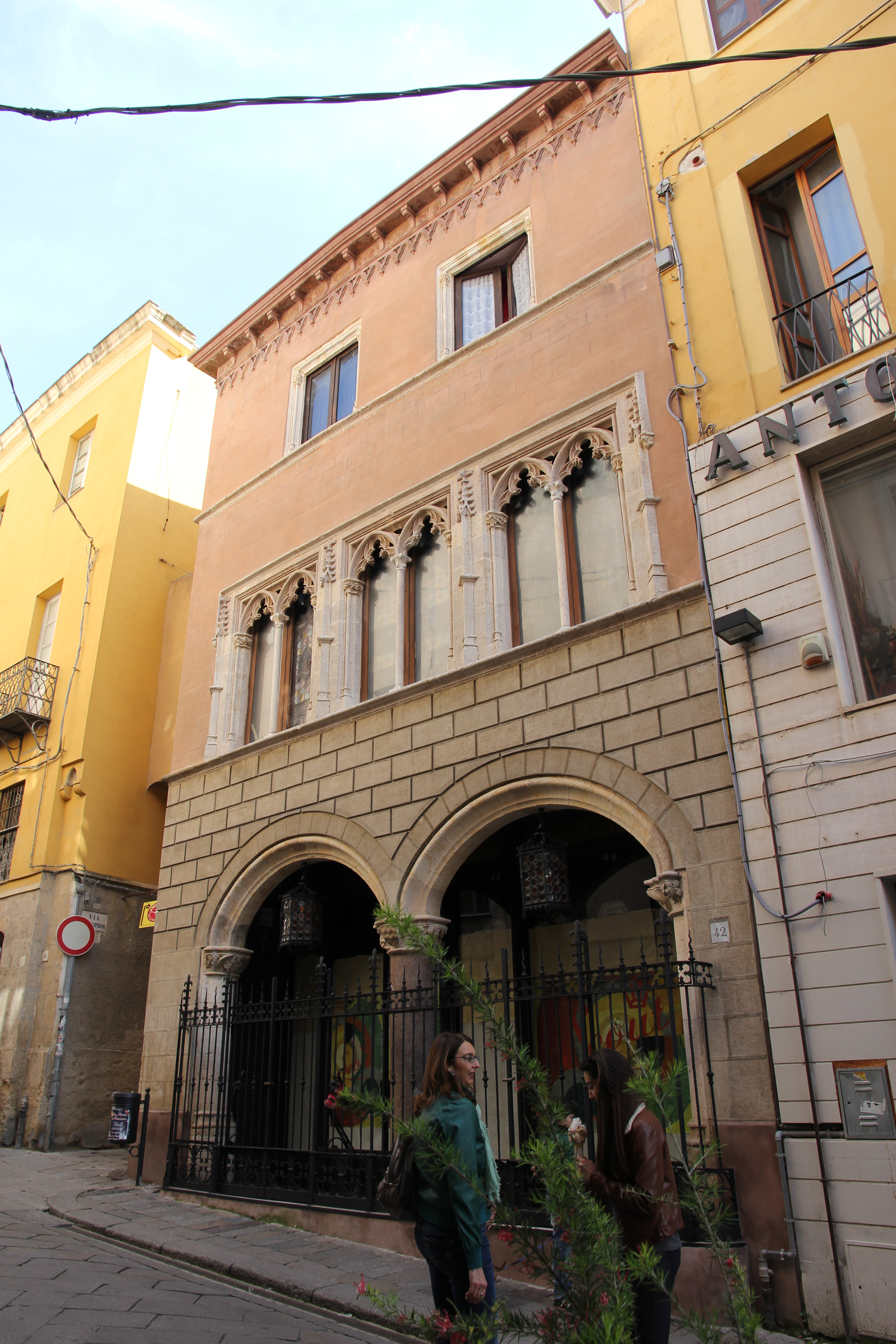
La cosiddetta "casa di Re Enzo" (gotico-aragonese, in corso Vittorio Emanuele a Sassari)

Dopo essere stato investito cavaliere a Cremona (1238), nell'ottobre di quell'anno sposò, per interessi dinastici, Adelasia, sorella del giudice turritano Barisone III e vedova del sovrano di Gallura Ubaldo Visconti, divenendo nominalmente rex Turrium et Gallurae e in realtà solo signore del giudicato di Torres, benché il padre imperiale gli attribuisse il titolo simbolico di re di Sardegna. Il papa Gregorio IX, che aveva la giurisdizione nominale dell'isola, scomunicò per questa nomina Federico II e iniziò così una lunga serie di battaglie che Enzo fronteggiò da protagonista e per cui venne anch'egli scomunicato.

### Federico II richiama Enzo nella penisola

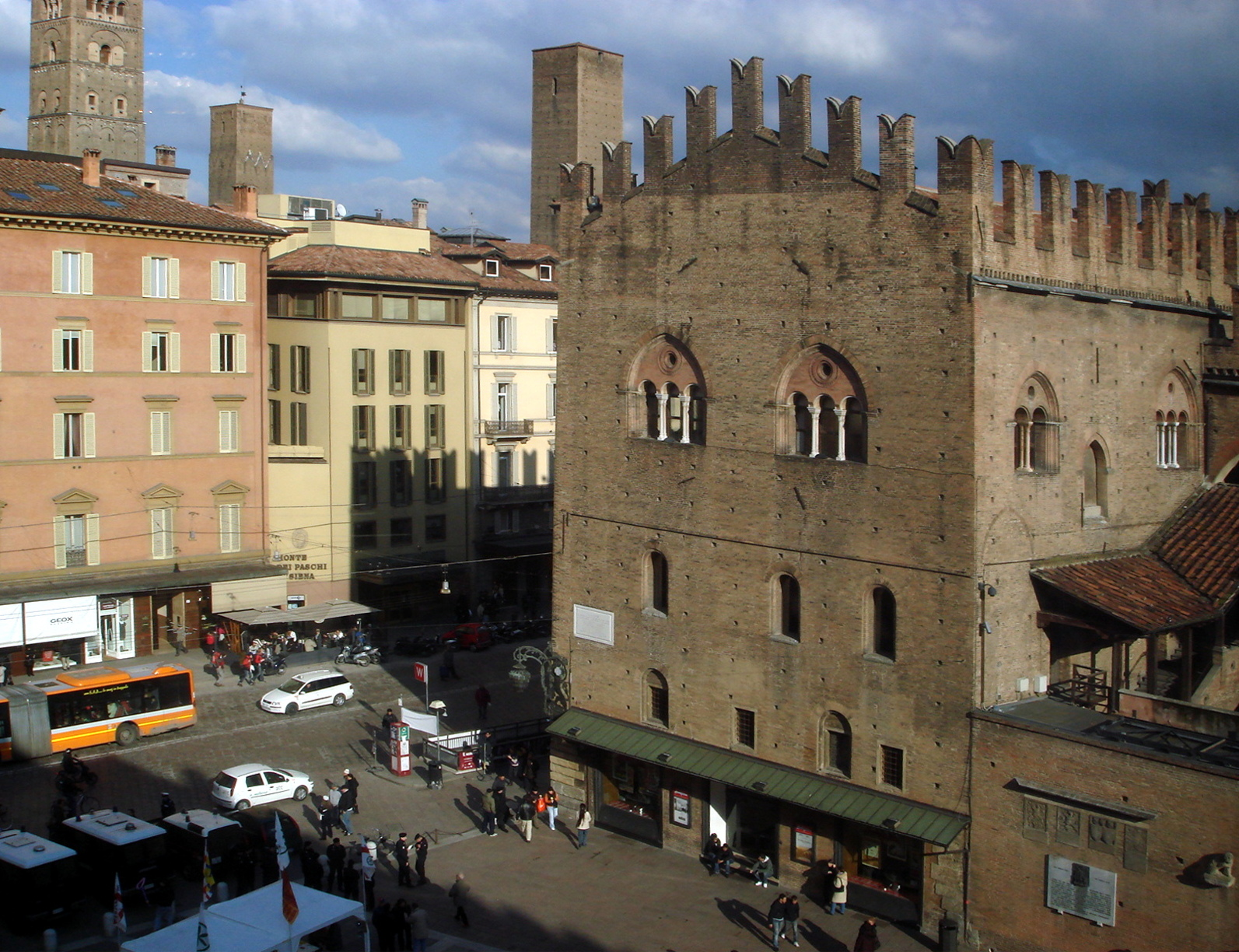
Palazzo di Re Enzo a Bologna

Sposatosi con Adelasia nella chiesa di Santa Maria del Regno in Ardara, Enzo convisse con lei nel palazzo giudicale, ma più spesso risiedette da solo a Sassari in un palazzo che più tardi sarà conosciuto come la domus domini regis Henthii. Dopo pochi mesi, tuttavia, fu richiamato nella penisola italiana dal padre, che il 25 luglio 1239 lo nominò vicario imperiale (Sacri Imperii totius Italiae legatus generalis): il giovane re diveniva così figura di riferimento dei ghibellini italiani e protagonista dello scontro che infuriava nell'Italia centro-settentrionale tra l'Impero, i Comuni e il Papato.
Nel giudicato di Torres egli nominò alcuni vicari, fra cui il potente sassarese Michele Zanche (la notizia, però, non è documentata), posto da Dante, nell'Inferno, tra i barattieri. Adelasia, nel 1246, fece sciogliere, per adulterio, il matrimonio dal papa: Enzo, però, si considererà re di Torres fino alla morte.

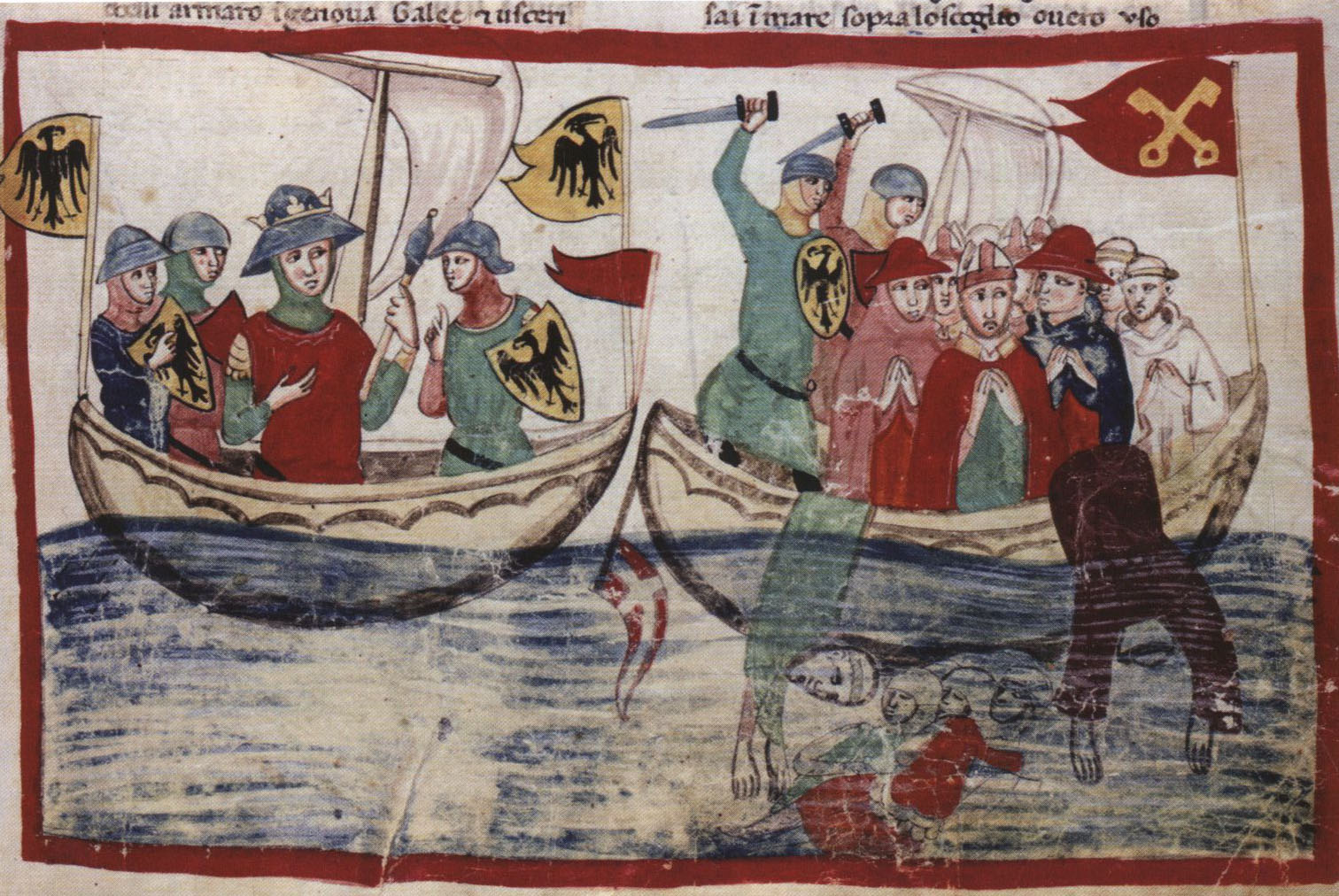
Enzo guida la flotta imperiale nella battaglia del Giglio, (Nuova Cronica, Giovanni Villani)

Enzo, dunque, strappò alla Chiesa le città della marca d'Ancona (Iesi, Macerata, Osimo) che i papi avevano incamerato durante la minore età di Federico II; si rivolse poi ai comuni guelfi di Romagna, nel 1240 partecipò all'assedio di Ravenna e a quello di Faenza.
Il 3 maggio 1241, col supporto delle flotte pisana e siciliana, Enzo catturò nei pressi dell'isola del Giglio (vedi Battaglia dell'Isola del Giglio) i cardinali francesi e inglesi che erano stati invitati a Roma da papa Gregorio IX per il Concilio che avrebbe dovuto deporre l'imperatore. Nel 1242 fu impegnato in una serie di scorrerie nel milanese e nel piacentino; ferito ad una coscia, si ritirò a Cremona e da qui proseguì le sue campagne in Lombardia: nel 1243 si recò a Vercelli, poi in soccorso di Savona assediata dai genovesi, quindi avanzò verso Milano e infine, col fratellastro Manfredi, in direzione di Piacenza.
Nel frattempo a Lione papa Innocenzo IV deponeva Federico II e scomunicava ancora una volta il re Enzo (7 luglio 1245). L'imperatore decise allora di attaccare Milano: durante uno scontro vittorioso a Gorgonzola Enzo fu catturato e rinchiuso nella chiesa locale, ma venne presto liberato grazie ad un patto per cui doveva andarsene con le sue truppe e liberare tutti i milanesi fatti prigionieri per avere la vita salva. L'anno dopo compì ancora scorrerie nel piacentino e in Piemonte. Nel 1247, mentre Federico assediava Parma, Enzo ebbe il compito di controllare i movimenti dei guelfi nella pianura padana e accerchiò, assieme alle truppe di Ezzelino da Romano, il castello di Quinzano, presso Verolanuova, per poi abbandonarlo. Ma nel febbraio 1248, alla notizia della sconfitta di Vittoria presso Parma ritornò a Cremona e assunse la podesteria della città: in quel tempo sposò una nipote di Ezzelino da Romano, di cui si ignora il nome.

### La battaglia di Fossalta e prigionia a Bologna

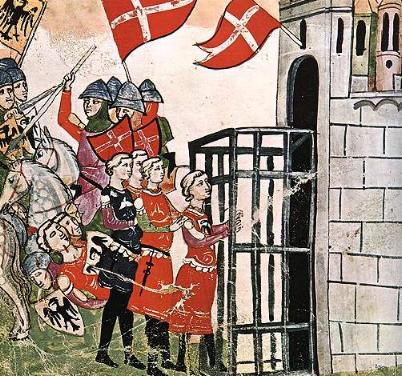
Re Enzo imprigionato a Bologna (Nuova Cronica, Giovanni Villani)

Nel febbraio 1249 asserragliò ed espugnò il castello di Rolo. Poi, in primavera, avendo i guelfi di Bologna attaccato Modena, si mosse in suo soccorso, dirigendosi verso il fiume Panaro. Il 26 maggio 1249 in località Fossalta le sue truppe furono sorprese ai fianchi dalla cavalleria bolognese e costrette a ritirarsi precipitosamente; alle porte di Modena, Enzo fu disarcionato dai nemici e catturato insieme a milleduecento fanti e quattrocento cavalieri. Rinchiuso prima nei castelli di Castelfranco e Anzola dell'Emilia, fu poi condotto il 24 agosto a Bologna e imprigionato nel nuovo palazzo del comune adiacente a Piazza Maggiore, che poi fu detto per questo Palazzo Re Enzo. Mentre buona parte dei prigionieri otteneva la libertà dietro il pagamento di un riscatto, per Enzo la prigionia si trasformò in reclusione a vita: i bolognesi infatti rifiutarono irritualmente qualsiasi proposta di riscatto da parte dell'imperatore, che nel frattempo nel dicembre 1250 moriva, lasciando sospese le già difficili trattative.
Malgrado fosse costretto alla prigionia, gli fu concessa una vita abbastanza agiata, allietata dalla poesia e dalla compagnia delle dame. In questo periodo, secondo una recente ipotesi, Enzo avrebbe curato personalmente la redazione in sei libri del De arte venandi cum avibus di Federico trasmessa dal testimone più antico, lo splendido manoscritto conservato a Bologna nella Biblioteca Universitaria e databile alla seconda metà del XIII secolo.

### La morte

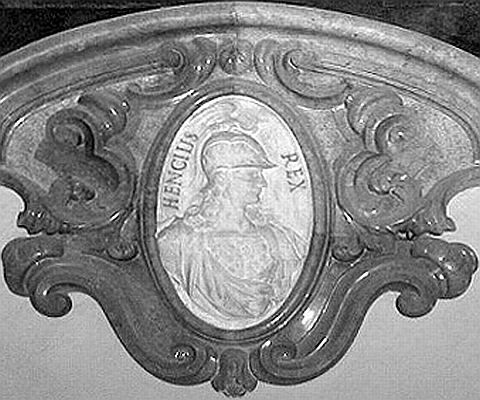
Il profilo di re Enzo sulla tomba

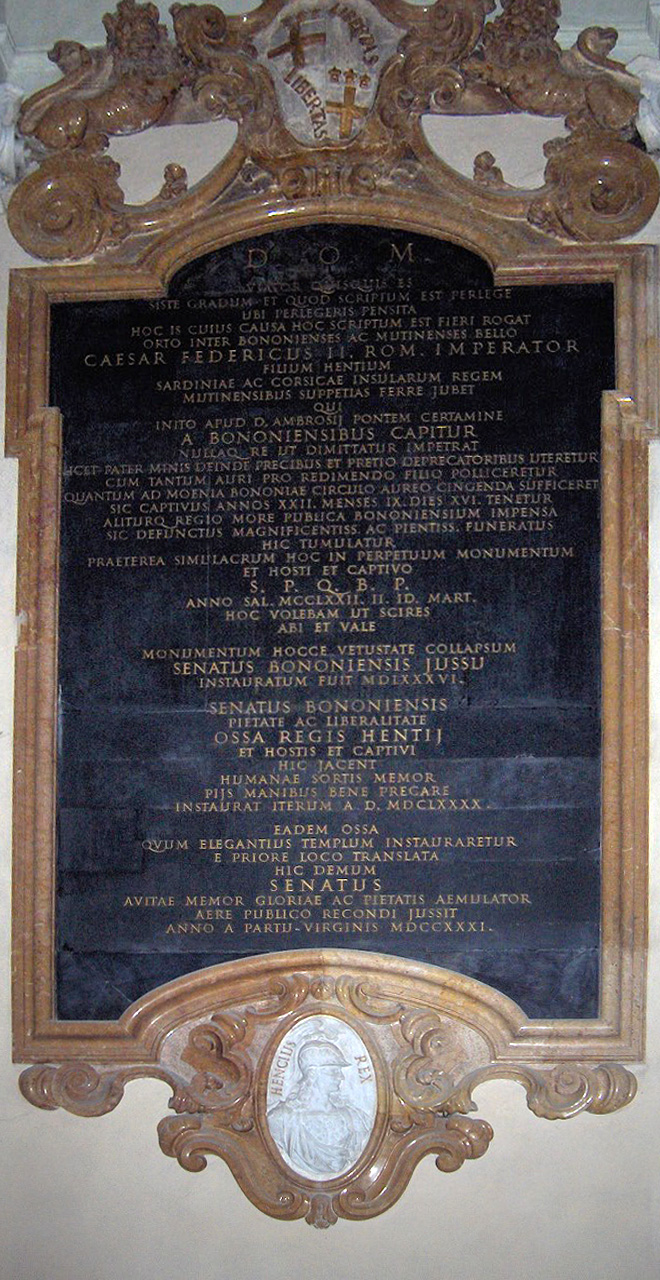
Lapide sulla tomba di Enzo nella basilica di San Domenico, Bologna.

Dopo ventitré anni di prigionia morì a Bologna il 14 marzo 1272 e fu sepolto presso la basilica di San Domenico con splendidi onori a spese del comune di Bologna. Sono state effettuate più ricognizioni al sepolcro (forse una attorno al 1346, poi 1376, 1586 e 1731): dopo l'ultima, la cassetta contenente le ossa di Enzo – rinvenuto con corona, spada e speroni – fu di nuovo chiusa dietro il muro e ivi collocata la lapide, con il ritratto, che tuttora si vede.
Uno studio del 2020 sulle vicende della sepoltura di Enzo ha permesso di ricostruire le vicissitudini del sarcofago, accertando in particolare che l'intervento avvenuto nel 1690 fu di rinnovo della cassa senza apertura.

## Discendenza
Dalla moglie non ebbe alcuna prole, mentre ebbe quattro figli illegittimi che menzionò nel proprio testamento: 
- Elena. Sposò Guelfo, primogenito del conte Ugolino della Gherardesca;
- Maddalena (nata a Bologna, durante la prigionia);
- Costanza (nata a Bologna, durante la prigionia);
- Enrico[10]

Secondo una leggenda, inoltre, il 4 maggio del 1252 a Viadagola, dall’unione di una contadina di nome Lucia ed Enzo (prigioniero a Bologna nel famoso e omonimo palazzo), sarebbe nato un secondo Enrico, il capostipite della famiglia Bentivoglio (dominante la Bologna del XV secolo) che vanterà da lui questa presunta discendenza.

## Ascendenza
|                       |   |                                         | Genitori                |  |  | Nonni |  |  | Bisnonni            |  |  | Trisnonni          |  |
|                       |   |                                         |                         |  |  |       |  |  | Federico Barbarossa |  |  | Federico di Svevia |  |
|                       |   |                                         |                         |  |  |       |  |  | Federico Barbarossa |  |  | Federico di Svevia |  |
|                       |   | Giuditta di Baviera, duchessa di Svevia |                         |  |  |       |  |  | Federico Barbarossa |  |  |                    |  |
| Enrico VI di Svevia   |   |                                         |                         |  |  |       |  |  | Federico Barbarossa |  |  |                    |  |
|                       |   | Beatrice di Borgogna                    | Rinaldo III di Borgogna |  |  |       |  |  |                     |  |  |                    |  |
|                       |   | Beatrice di Borgogna                    | Rinaldo III di Borgogna |  |  |       |  |  |                     |  |  |                    |  |
|                       |   | Beatrice di Borgogna                    | Agata di Lorena         |  |  |       |  |  |                     |  |  |                    |  |
| Federico II di Svevia |   | Beatrice di Borgogna                    |                         |  |  |       |  |  |                     |  |  |                    |  |
|                       |   | Ruggero II di Sicilia                   | Ruggero I di Sicilia    |  |  |       |  |  |                     |  |  |                    |  |
|                       |   | Ruggero II di Sicilia                   | Ruggero I di Sicilia    |  |  |       |  |  |                     |  |  |                    |  |
|                       |   | Ruggero II di Sicilia                   | Adelasia del Vasto      |  |  |       |  |  |                     |  |  |                    |  |
| Costanza d'Altavilla  |   | Ruggero II di Sicilia                   |                         |  |  |       |  |  |                     |  |  |                    |  |
|                       |   | Beatrice di Rethel                      | Gunther di Rethel       |  |  |       |  |  |                     |  |  |                    |  |
|                       |   | Beatrice di Rethel                      | Gunther di Rethel       |  |  |       |  |  |                     |  |  |                    |  |
|                       |   | Beatrice di Rethel                      | Beatrice di Namur       |  |  |       |  |  |                     |  |  |                    |  |
| Enzo di Svevia        |   | Beatrice di Rethel                      |                         |  |  |       |  |  |                     |  |  |                    |  |
|                       | … | …                                       |                         |  |  |       |  |  |                     |  |  |                    |  |
|                       | … | …                                       |                         |  |  |       |  |  |                     |  |  |                    |  |
|                       | … | …                                       |                         |  |  |       |  |  |                     |  |  |                    |  |
| Corrado di Urslingen  | … |                                         |                         |  |  |       |  |  |                     |  |  |                    |  |
|                       |   | …                                       | …                       |  |  |       |  |  |                     |  |  |                    |  |
|                       |   | …                                       | …                       |  |  |       |  |  |                     |  |  |                    |  |
|                       |   | …                                       | …                       |  |  |       |  |  |                     |  |  |                    |  |
| Adelaide di Urslingen |   | …                                       |                         |  |  |       |  |  |                     |  |  |                    |  |
|                       |   | …                                       | …                       |  |  |       |  |  |                     |  |  |                    |  |
|                       |   | …                                       | …                       |  |  |       |  |  |                     |  |  |                    |  |
|                       |   | …                                       | …                       |  |  |       |  |  |                     |  |  |                    |  |
| …                     |   | …                                       |                         |  |  |       |  |  |                     |  |  |                    |  |
|                       |   | …                                       | …                       |  |  |       |  |  |                     |  |  |                    |  |
|                       |   | …                                       | …                       |  |  |       |  |  |                     |  |  |                    |  |
|                       |   | …                                       | …                       |  |  |       |  |  |                     |  |  |                    |  |
|                       |   | …                                       |                         |  |  |       |  |  |                     |  |  |                    |  |

## Scuola siciliana
Si attribuiscono comunemente a Enzo quattro componimenti (due canzoni, un sonetto (Tempo vene che sale a chi discende), e un frammento probabilmente di canzone), riconducibili alla tradizione poetica della scuola siciliana, ascritti dai manoscritti che li tramandano a Rex Hentius, Rex Enso, lo re Enzo.
Un esempio importante è la canzone S'eo trovasse Pietanza. Il testo è trasmesso sia da codici toscani sia nell'Arte del rimare del letterato cinquecentesco Giovanni Maria Barbieri, che lo riportò fedelmente traendolo dal "Libro siciliano", un manoscritto, oggi perduto, nel quale le composizioni della scuola siciliana non erano state toscanizzate nella veste linguistica. Ecco alcuni versi nella veste linguistica originaria a sinistra e in quella toscanizzata a destra (vv. 42-56):
(Testo siciliano: de Bartholomaeis, Le carte, 325, p. 91.)

Il frammento Alegru cori, plenu è riportato nelle minute delle carte Barbieri subito dopo S'eo trovasse Pietanza:
Alegru cori, plenu

di tutta beninanza,

suvvegnavi s'eu penu

per vostra inamuranza;

ch'il nu vi sia in placiri

di lassarmi muriri talimenti,

ch'iu v'amo di buon cori e lialmenti.
All'allora capitale imperiale Foggia (Magna Capitana e tavoliere della Puglia piana) terra agognata dalla lontana prigionia, dedicò alcuni versi:
Và, canzonetta mia

e saluta messere

dilli lo mal ch'i'aggio

quelli che m'à 'n bailìa

sì distretto mi tene

ch'eo viver non por{r}aggio

Salutami Toscana

quella ched è sovrana

in cüi regna tutta cortesia:

e vanne in Puglia piana,

la magna Capitana,

là dov'è lo mio core nott'e dia

## Re Enzo nel mito e nella letteratura
- Enzio, tragedia scritta nel Settecento dal padre gesuita Simone Maria Poggi;
- Il re Enzio in campo, tragicommedia scritta nel 1735 da Domenico Maria Creta;
- Il re prigioniero, dramma anonimo rappresentato nel 1831;
- Re Enzo, opera comica in 3 atti e 4 quadri del 1905 su libretto di Alberto Donini musicata da Ottorino Respighi (la sua prima opera teatrale);
- Le Canzoni di re Enzio, tre componimenti poetici (del Carroccio, del Paradiso, dell'Olifante) composti da Giovanni Pascoli nel 1908; altri tre preannunciati (dello Studio, del Cor gentile, di Biancofiore) non furono portati a termine a causa della morte del poeta;
- Enzo Re - tempo viene chi sale e chi discende, spettacolo promosso dall'Università di Bologna come evento inaugurale delle manifestazioni per Bologna 2000 Città Europea della Cultura, presentato dal 23 al 26 giugno 1998 nella piazza Santo Stefano in Bologna: testi del poeta e scrittore Roberto Roversi, musiche di Lucio Dalla, regia di Arnaldo Picchi, un cast di più di 100 tra attori-studenti del DAMS e attori professionisti.
- Storia di Re Enzo, racconto di Matteo Marchesini, illustrato da Wolfango Peretti Poggi, pubblicato nel 2007 a Bologna da Bononia University Press, nella collana editoriale "Sotto i portici" per la cura di Tiziana Roversi e Claudia Alvisi.
- La Compagnia della Selva Bella, romanzo di Giuseppe Pederiali del 1983.

## Araldica

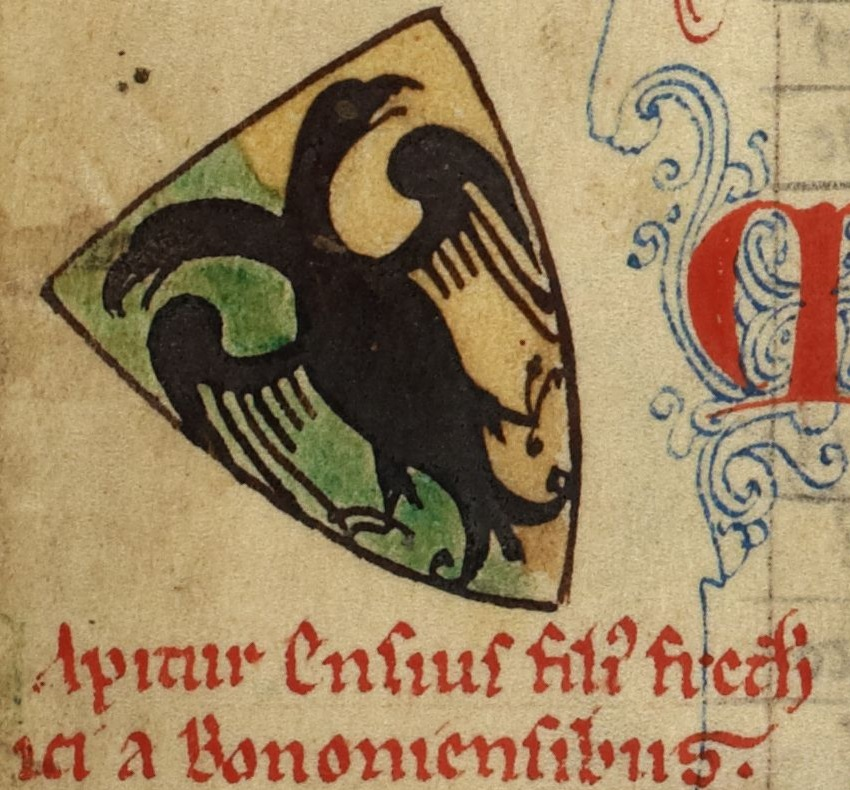
Stemma attribuito a Enzo nellHistoria Anglorum

Il monaco benedettino e cronista inglese Matthew Paris, nella sua Historia Anglorum, manoscritto medievale corredato da numerose miniature di carattere araldico o, comunque, prearaldico, attribuisce a Enzo un proprio stemma. L'insegna miniata dal Paris per il Re di Torres e di Gallura è un'arme partita di verde e d'oro, con aquila bicipite di nero:
(Blasonatura)

Stemma attribuito a Enzo di Sardegna, nell'Historia Anglorum

Descrivendo tale stemma, lo storico tedesco Ernst Kantorowicz aggiunge che, in talune occasioni, a Enzo, sarebbe stata erroneamente attribuita un'arme recante la figure del leone. Tale inesatta associazione, specifica il Kantorowicz, troverebbe la propria origine nell'equivoco, generato da alcuni autori, che confusero Enzo con l'antire Enrico Raspe. Quest'ultimo, infatti, portò l'insegna dei Ludovingi di Turingia, ovvero un leone maculato di rosso e d'argento in campo azzurro (o nero).